# Liste der Einkaufszentren in Hamburg
Die Liste der Einkaufszentren in Hamburg enthält Einkaufszentren, Passagen, Kaufhäuser und Einkaufsstraßen in Hamburg. Die Einkaufszentren haben eine Verkaufsfläche von mindestens 8.000 Quadratmetern.

## Einkaufszentren
| Name des Centers                                                                                       | Stadtteil          | Eröffnung          | Verkaufsfläche | Etagen        | Läden                      | Anmerkung | Betreiber                                                   | Bild |
| --- | ------------------ | ------------------ | -------------- | ------------- | -------------------------- | --- | ----------------------------------------------------------- | ---- |
| Alstertal-Einkaufszentrum 53° 39′ 16″ N, 10° 5′ 27″ O                                                  | Poppenbüttel       | 5. September 1970  | 59.000 m²      | 3             | 240                        | Nach der Eröffnung wurde es mehrfach umgebaut und erweitert. | ECE Projektmanagement                                       |      |
| Billstedt Center 53° 32′ 27″ N, 10° 6′ 19″ O                                                           | Billstedt          | 1969               | 40.000 m²      | 2             | 110                        | 1997 modernisiert und erweitert. | ECE Projektmanagement                                       |      |
| Born Center 53° 35′ 16″ N, 9° 51′ 1″ O                                                                 | Osdorf             |                    |                | 1             | 50                         | | Wera Clasen Grundstücksverwaltung                           |      |
| City-Center Bergedorf 53° 29′ 18″ N, 10° 12′ 32″ O                                                     | Bergedorf          | 1973               | 50.000 m²      | 2             | 80                         | | Principal Real Estate                                       |      |
| Eidelstedt Center 53° 36′ 27″ N, 9° 54′ 17″ O                                                          | Eidelstedt         | 1986               | 12.000 m²      | 2/Nebencenter | 29                         | Im Center findet ein Wochenmarkt statt. | IPH Handelsimmobilien GmbH                                  |      |
| Einkaufstreffpunkt Farmsen 53° 36′ 18″ N, 10° 7′ 3″ O                                                  | Farmsen-Berne      | 1980               | 21.900 m²      | 2             | 62                         | |                                                             |      |
| Shopping-Center Hamburger Meile (ehemals Einkaufszentrum Hamburger Straße) 53° 34′ 24″ N, 10° 1′ 54″ O | Barmbek-Süd        | 1970               | 46.200 m²      | 2             | 150                        | Das Center wurde von 1968 bis 1977 nach einem Entwurf von Karlheinz Bargholz erstellt. Nach mehreren Jahren umfassend modernisiert, umstrukturiert und unter anderem die futuristische Fassade mit farbigen Illuminationen sowie eine lichtdurchflutete und modern gestaltete Mall erstellt. Es besitzt seit der Neueröffnung am 28. April 2010 nördlich eine 600 Meter lange Einkaufspromenade mit großem Food-Court. | ECE Projektmanagement                                       |      |
| Einkaufszentrum Jenfeld 53° 34′ 19″ N, 10° 8′ 7″ O                                                     | Jenfeld            | 1975               | 10.000 m²      | 2             | 38                         | | Grand City Property Ltd.                                    |      |
| Einkaufszentrum Steilshoop 53° 36′ 40″ N, 10° 3′ 30″ O                                                 | Steilshoop         | 1974               | 12.700 m²      |               | 40                         | | Fortuna Immobilien GmbH                                     |      |
| Elbe-Einkaufszentrum 53° 34′ 13″ N, 9° 51′ 44″ O                                                       | Osdorf             | 1966               | 43.000 m²      | 2             | 180                        | 1993 und 2010 fanden jeweils eine umfassende Revitalisierung und Erweiterung statt. | ECE Projektmanagement                                       |      |
| Europa Passage 53° 33′ 5″ N, 9° 59′ 48″ O                                                              | Altstadt           | 5. Oktober 2006    | 30.000 m²      | 5             | 120                        | | ECE Projektmanagement                                       |      |
| Harburg Arcaden 53° 27′ 37″ N, 9° 58′ 53″ O                                                            | Harburg            | 25. September 2002 | 14.000 m²      | 3             | 45                         | | Corpus Sireo Asset Management Retail GmbH                   |      |
| Krohnstieg Center 53° 38′ 56″ N, 10° 0′ 47″ O                                                          | Langenhorn         | 2004               | 14.000 m²      | 5             | 28                         | 2011–2012 renoviert | Hanseatische Betreuungs- und Beteiligungsgesellschaft (HBB) |      |
| LaHoMa Living Plaza 53° 39′ 0″ N, 10° 0′ 47″ O                                                         | Langenhorn         | 13. April 1965     | 17.000 m²      |               | 60                         | Vorheriger Name: Einkaufszentrum Langenhorner Markt. | R+V Versicherung                                            |      |
| Luna Center 53° 29′ 54″ N, 10° 0′ 32″ O                                                                | Wilhelmsburg       | 1977               | 18.000 m²      |               |                            | |                                                             |      |
| Lurup Center 53° 35′ 26″ N, 9° 52′ 32″ O                                                               | Lurup              | Ende 2012          | 15.812 m²      | 1             | 20                         | | Norddeutsche Grundvermögen                                  |      |
| Marktkauf Center 53° 29′ 31″ N, 10° 12′ 24″ O                                                          | Bergedorf          | 1987               | 11.200 m²      | 5             |                            | |                                                             |      |
| Marktkauf Center 53° 27′ 29″ N, 9° 59′ 15″ O                                                           | Harburg            |                    |                | 3             | 32                         | |                                                             |      |
| Marktplatz Galerie 53° 36′ 45″ N, 10° 4′ 34″ O                                                         | Bramfeld           | April 2011         | 19.500 m²      | 3             | 60                         | |                                                             |      |
| Mercado Einkaufszentrum 53° 33′ 10″ N, 9° 55′ 55″ O                                                    | Ottensen           | 5. Oktober 1995    | 23.000 m²      | 5             | 73                         | | Union Investment                                            |      |
| Mundsburg-Center 53° 34′ 16″ N, 10° 1′ 40″ O                                                           | Barmbek-Süd        | 1973               | 12.944 m²      | 3             |                            | | Alstria office REIT                                         |      |
| Nedderfeld Center 53° 36′ 3″ N, 9° 58′ 28″ O                                                           | Eppendorf          | 1989               | 17.000 m²      | 2             | 26                         | |                                                             |      |
| Phoenix Center 53° 27′ 25″ N, 9° 59′ 17″ O                                                             | Harburg            | 29. September 2004 | 26.500 m²      | 3             | 110                        | | ECE Projektmanagement                                       |      |
| Rahlstedt Center 53° 36′ 17″ N, 10° 9′ 29″ O                                                           | Rahlstedt          | 1983               | 26.000 m²      |               | 40                         | | IPH Handelsimmobilien GmbH                                  |      |
| Süderelbe-Einkaufszentrum 53° 28′ 23″ N, 9° 51′ 10″ O                                                  | Neugraben-Fischbek | 1982               | 8.000 m²       |               |                            | | MC Property Fund Hamburg GmbH                               |      |
| Tibarg-Center 53° 37′ 22″ N, 9° 57′ 9″ O                                                               | Niendorf           | 10. Oktober 2002   | 15.000 m²      | 3             | 49                         | | B.C.M. Center Management GmbH                               |      |
| Wandelhalle Hauptbahnhof im Hamburger Hauptbahnhof 53° 33′ 13″ N, 10° 0′ 23″ O                         | Altstadt           | 1. Juni 1991       | 7.600 m²       | 2             | 49                         | |                                                             |      |
| Wandsbek Quarree 53° 34′ 22″ N, 10° 4′ 0″ O                                                            | Wandsbek           | 1988               | 40.000 m²      | 5             |                            | |                                                             |      |
| Einkaufsbahnhof Hamburg-Altona                                                                         | Altona             | 1979               | 15.000 m²      | 2             | 22                         | | Kintyre Management GmbH                                     |      |
| Westfield Überseequartier                                                                              | HafenCity          | 8. April 2025      | 80.500 m²      | 4             | 170 (inkl. 40 Restaurants) | Größte ZARA - Filiale Deutschlands, erste Breuninger-Filiale Norddeutschlands, Größtes Kino Hamburgs (Kinopolis) | Unibail-Rodamco-Westfield                                   |      |

## Passagen
| Name der Passage                                            | Stadtteil | Eröffnungs- jahr | Verkaufsfläche | Läden | Anmerkung | Betreiber                                  | Bild |
| ----------------------------------------------------------- | --------- | ---------------- | -------------- | ----- | --- | ------------------------------------------ | ---- |
| Alsterarkaden mit Mellin-Passage 53° 33′ 7″ N, 9° 59′ 33″ O | Neustadt  | 1864             | 2100 m²        |       | Passage benannt nach dem gleichnamigen Biskuit-Bäcker. Beim Brand an Silvester 1989 tlw. zerstört und 1990–93 wieder aufgebaut | Campe'sche Historische Kunststiftung       |      |
| Barkhof-Passage 53° 33′ 6″ N, 10° 0′ 10″ O                  | Altstadt  | 2001             |                |       | |                                            |      |
| Bleichenhof-Passage 53° 33′ 6″ N, 9° 59′ 14″ O              | Neustadt  | 1990             | 3700 m²        | 29    | | HASPA HanseGrund GmbH Immobilienverwaltung |      |
| Colonnaden 53° 33′ 24″ N, 9° 59′ 25″ O                      | Neustadt  | 1879             |                | 60    | |                                            |      |
| Galleria 53° 33′ 9″ N, 9° 59′ 23″ O                         | Neustadt  | 1983             | 1816 m²        | 18    | |                                            |      |
| Hanse-Viertel 53° 33′ 12″ N, 9° 59′ 20″ O                   | Neustadt  | 1980             | 9.000 m²       | 57    | | ECE Projektmanagement                      |      |
| Perle Hamburg 53° 33′ 6″ N, 10° 0′ 0″ O                     | Altstadt  | 1973/2016        | 6800 m²        | 30    | urspr. Landesbank Galerie, dann HSH Nordbank Shopping Passage; seit 2016 stark umgebaut und erweitert als Perle Hamburg.       |                                            |      |
| Kaufmannshaus 53° 33′ 8″ N, 9° 59′ 19″ O                    | Neustadt  | 1978             |                |       | | RFR-Holding GmbH                           |      |
| Levantehaus 53° 33′ 4″ N, 10° 0′ 11″ O                      | Altstadt  | 1997             | 6000 m²        | 45    | |                                            |      |
| Am Gänsemarkt 53° 33′ 16″ N, 9° 59′ 19″ O                   | Neustadt  | 2028 (vorauss.)  |                |       | |                                            |      |
| Rathauspassage                                              | Altstadt  | 1998             | 1000 m²        |       | 2020 erweitert |                                            |      |

## Ehemalige Passagen
| Name der Passage                               | Stadtteil | Eröffnungs- jahr | Verkaufsfläche | Läden | Anmerkung | Betreiber                | Bild |
| ---------------------------------------------- | --------- | ---------------- | -------------- | ----- | --- | ------------------------ | ---- |
| Sillem’s Bazar                                 | Neustadt  | 1843             |                | 30    | 1881 zugunsten des Hamburger Hof abgebrochen.                                                                                             |                          |      |
| Hamburger Hof 53° 33′ 14″ N, 9° 59′ 26″ O      | Neustadt  | 1979             |                | 23    | Im Februar 2025 geschlossen. Ab 2029 nach Umbau nur noch Geschäfte zu den Straßenseiten. Zuvor stand an dieser Stelle der Sillem’s Bazar. |                          |      |
| Gänsemarkt-Passage 53° 33′ 20″ N, 9° 59′ 23″ O | Neustadt  | 1979             | 6.600 m²       | 28    | 2001 modernisiert, 2022/3 abgerissen. Neubau an gleicher Stelle voraussichtlich 2028.                                                     | Ergo Versicherungsgruppe |      |

## Kaufhäuser (Auswahl)
| Name des Kaufhauses                                    | Stadtteil | Eröffnungs- jahr | Verkaufsfläche | Etage | Anmerkung                                            | Betreiber            | Bild        |
| ------------------------------------------------------ | --------- | ---------------- | -------------- | ----- | ---------------------------------------------------- | -------------------- | ----------- |
| Alsterhaus ⊙                                           | Neustadt  | 1912             | 24.000 m²      | 6     |                                                      |                      |             |
| Galeria Kaufhof (vorher Kaufhof)                       | Altstadt  | 1965             | 19.000 m²      | 6     | 2020 geschlossen                                     | Galeria Kaufhof GmbH | Klöpperhaus |
| Galeria (vorher als Karstadt, dann Galeria Karstadt) ⊙ | Altstadt  | 1912             | 32.000 m²      | 8     |                                                      |                      |             |
| Karstadt-Sporthaus ⊙                                   | Altstadt  | 1979             | 8.000 m²       | 6     | 2020 geschlossen; 1953–78 war hier das Kepa Kaufhaus |                      |             |
| Mediamarkt, bis 2024 als Saturn ⊙                      | Altstadt  | 2001             | 18.000 m²      | 6     | 1969–99 Horten                                       |                      |             |

## Einkaufsstraßen
- Mönckebergstraße und die abzweigende Spitalerstraße
- Jungfernstieg mit dem angrenzenden Gänsemarkt
- Neuer Wall
- Große Bleichen